# Purceddhruzzi

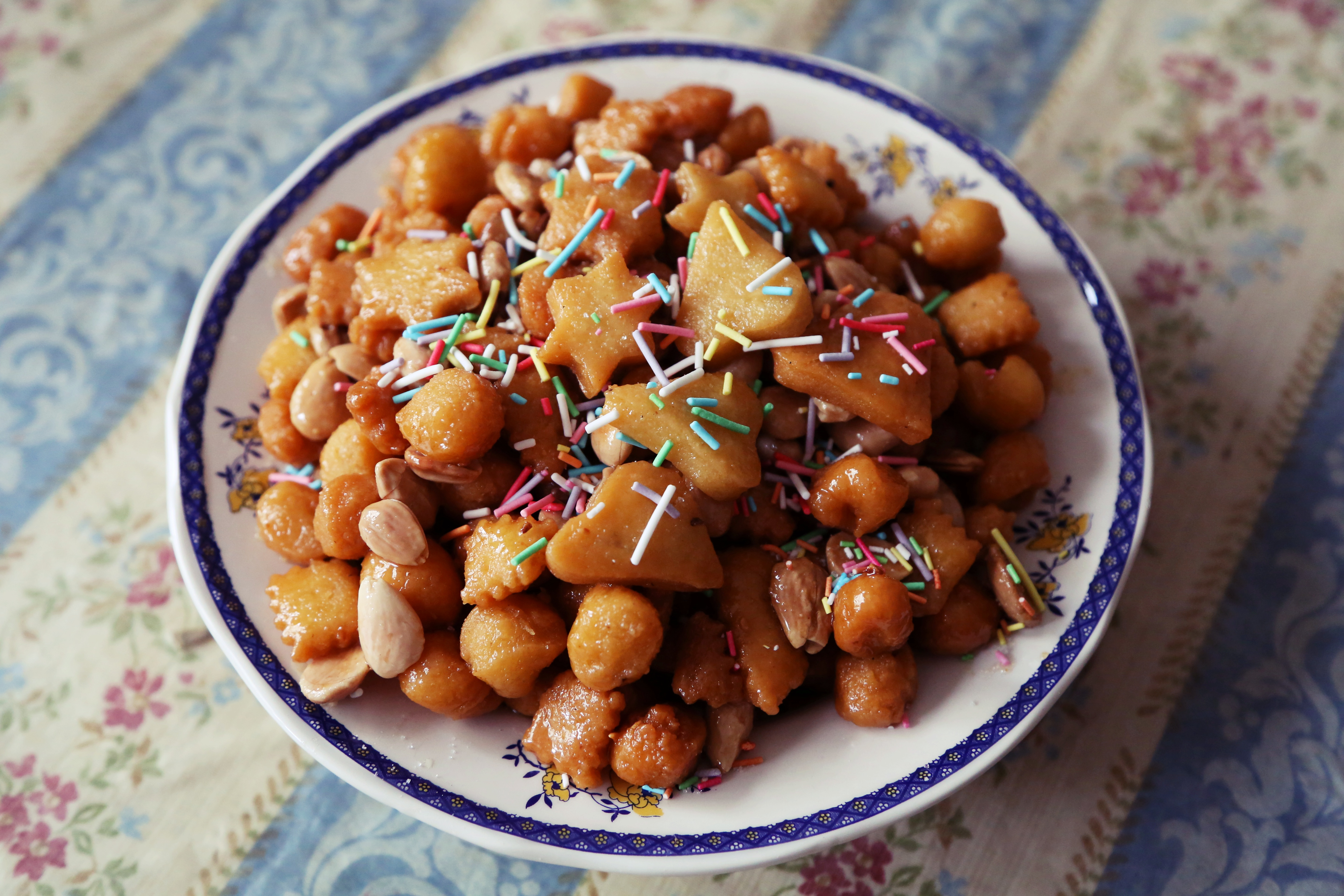
Un platillo de purceddhruzzi adornado con almendras

Los purceddhruzzi, también purcidduzzi o pizzi cunfitti, son dulces típicos de Navidad comunes en Salento y toda la Basilicata. Tienen forma de ñoquis pequeños pasados por la parte trasera de un rallador.
El nombre procede del hecho de que su forma recuerda a cerditos. La tradición tarantina dicta que el último purceddhruzzi debe comerse el día de san Antonio Abad (17 de enero), ya que este santo se representa seguido por un cerdo.
Todas las variantes se hacen con harina, levadura de cerveza, vino blanco, agua y sal. Para la masa no se utiliza huevo, sino zumo de naranja, mandarina y licor de anís. Se sazonan con miel, anís y canela.